# Caso Bon Sosec
El caso Bon Sosec fue un caso de corrupción política relacionado con el cementerio Bon Sosec, situado en el municipio de Marrachí, en la isla de Mallorca, la mayor de las Baleares, en España. Afectó al entonces alcalde de Palma de Mallorca Joan Fageda, del Partido Popular. 
El cementerio fue un proyecto fracasado promovido a principios de los años 90 por la empresa Bon Sosec, SA. El proyecto era construir un cementerio privado y de lujo, el primero de España de estas características. Después de ejecutarse las obras, el negocio no fue bien, y ya en 1992 fue necesario la aportación de dinero público (425 millones de pesetas) a través de la empresa semipública del Gobierno de las Islas Baleares Sociedad Balear de Capital Riesgo, lo que desató la polémica política, ya que tres de los socios de "Bon Sosec, SA" en 1988 habían dado medio millón de pesetas por persona en la Fundación Illes Balears, creada por Gabriel Cañellas, presidente entonces del Gobierno autonómico. Sin embargo,Bon Sosec, SA presentó suspensión de pagos en septiembre de 1995, dejando deudas millonarias con las empresas que habían participado en la construcción de las instalaciones. Finalmente, en septiembre de 1997, el cementerio fue comprado por el ayuntamiento de Palma de Mallorca, mediante la Empresa Funeraria Municipal, por 1.170 millones de pesetas, que tenían que pagar en 15 años.
El alcalde de Palma desde 1991, Joan Fageda, era uno de los accionistas minoritarios de Bon Sosec, SA, y además era el propietario de Edificaciones y Construcciones Domus, una de las empresas que participó en esta quiebra promoción como constructora. Por estas circunstancias, la operación de salvamento del cementerio privado con dinero público del ayuntamiento se vio como una posible práctica corrupta en beneficio de los intereses particulares del alcalde. Sin embargo, no se presentaron denuncias ni se abrió ninguna investigación.
El nombre de la empresa Bon Sosec volvió a salir en los medios de comunicación en medios 2007, ya que estuvo relacionada con la investigación de la Operación Relámpago del Caso Andrach. Aparentemente, Bon Sosec, SA era ahora empleada como tapadera para camuflar operaciones fiscalmente opacas de la misma trama empresarial responsable de esta operación.